# Енергоатом
Публічне акціонерне товариство «Національна атомна енергогенеруюча компанія «Енергоатом» (до 29 грудня 2023 року – державне підприємство) створено у жовтні 1996 року. Компанія є оператором чотирьох діючих атомних електростанцій України, на яких експлуатується 15 атомних енергоблоків (13 енергоблоків типу ВВЕР-1000 і два — ВВЕР-440) загальною встановленою потужністю 13 835 МВт, 2 гідроагрегати Олександрівської ГЕС (25 МВт), 3 гідроагрегати Ташлицької ГАЕС (453 МВт) (гідроагрегат № 3 у 2022 році було приєднано до енергосистеми).
«Енергоатом» забезпечує більше 55 % потреби України в електроенергії. Загальна кількість працівників на початок 2022 року — 33 969 працівників. Україна посідає сьоме місце у світі та друге в Європі за показником встановленої потужності АЕС.
Організаційно-правова форма НАЕК «Енергоатом» — акціонерне товариство. Засновник — Кабінет Міністрів України. Товариство утворене на базі майна атомних електростанцій та їхніх інфраструктур — ВО «Запорізька АЕС», ВО «Південноукраїнська АЕС», ВО «Чорнобильська АЕС», ВО «Рівненська АЕС», ВО «Хмельницька АЕС». У 2001 році Чорнобильську АЕС виведено зі складу «Енергоатому».
У 2021 році Кабінет Міністрів України своїм Розпорядженням від 20.01.2021 року № 50-р взяв на себе функції з управління єдиним майновим комплексом «Енергоатому».
Основні види економічної діяльності детально викладено у статуті «Енергоатому», зокрема: Підприємство утворено з метою виробництва електричної енергії, забезпечення безпечної експлуатації та підвищення ефективності роботи атомних електростанцій, безпеки під час будівництва, введення в експлуатацію та зняття з експлуатації ядерних установок, безперебійного енергопостачання суб'єктів господарювання та населення, а також у межах своєї компетенції забезпечення постійної готовності України до швидких ефективних дій у разі виникнення аварій на підприємствах атомної енергетики, радіаційних аварій у промисловості, дотримання вимог ядерного законодавства, норм та правил з ядерної та радіаційної безпеки.
Відповідно до постанови Кабінету Міністрів України від 17.10.1996 року № 1268 на Компанію покладено функції експлуатуючої організації. Завданнями Енергоатому є безпечне виробництво електроенергії, підвищення рівня безпеки діючих енергоблоків АЕС та продовження терміну їх експлуатації, будівництво енергоблоків АЕС та зняття їх з експлуатації, придбання свіжого і вивезення відпрацьованого ядерного палива, створення національної інфраструктури поводження з опроміненим ядерним паливом, фізичний захист ядерних установок та ядерних матеріалів, підготовка і підвищення кваліфікації персоналу, вирішення соціальних питань працівників тощо.
«Енергоатом» входить до переліку підприємств, які мають стратегічне значення для економіки і безпеки держави (постанова Кабінету Міністрів України від 04.03.2015 року № 83 «Про затвердження переліку об'єктів державної власності, що мають стратегічне значення для економіки і безпеки держави»).
«Енергоатом» належить до суб'єктів господарської діяльності, у власності та користуванні яких є об'єкти підвищеної небезпеки (відповідно до вимог Закону України «Про об'єкти підвищеної небезпеки» від 18.01.2001 року № 2245-III).
АЕС «Енергоатому» належать до містоутворюючих підприємств. У містах Енергодарі, Вараші, Південноукраїнську, Нетішині кількість працівників АЕС (разом із членами їх сімей) становить більше половини населення адміністративно-територіальної одиниці, на території якої розташовані атомні станції.
«Енергоатом» є членом міжнародних організацій: ВАО АЕС (Всесвітньої асоціації операторів, які експлуатують АЕС), WNA (Всесвітньої ядерної асоціації), Організації EUR (European Utility Requirements), IFNEC (Міжнародного форуму зі співпраці в галузі ядерної енергетики), Європейському альянсі з чистого водню. 31 березня 2022 року Рада керуючих ВАО АЕС на своєму засіданні підтримала заявку «Енергоатому» й ухвалила рішення стосовно переведення Компанії разом з усіма її станціями й атомними енергоблоками до Паризького центру ВАО АЕС.
Компанія бере активну участь у міжнародних проєктах МАГАТЕ, проєктах міжнародної технічної допомоги Європейської Комісії у рамках програми ІСЯБ та Ініціативи Групи Семи «Глобальне партнерство проти розповсюдження зброї та матеріалів масового знищення», а також діяльності Агентства з ядерної енергії при Організації економічного співробітництва та розвитку (NEA/OECD).

## Відокремлені підрозділи «Енергоатому»
- Запорізька АЕС.
- Рівненська АЕС.
- Південноукраїнська АЕС.
- Хмельницька АЕС.
- Атомремонтсервіс.
- Атоменергомаш.
- Централізовані закупівлі.
- Атомпроектінжиніринг.
- Аварійно-технічний центр.
- Науково-технічний центр.
- Складське господарство.

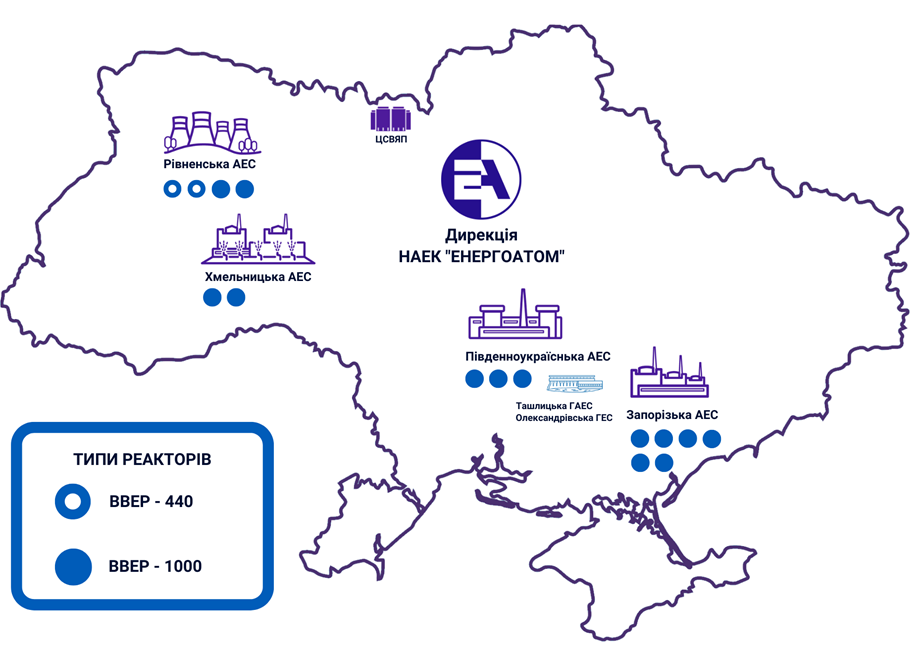
Схематична карта розташування АЕС України

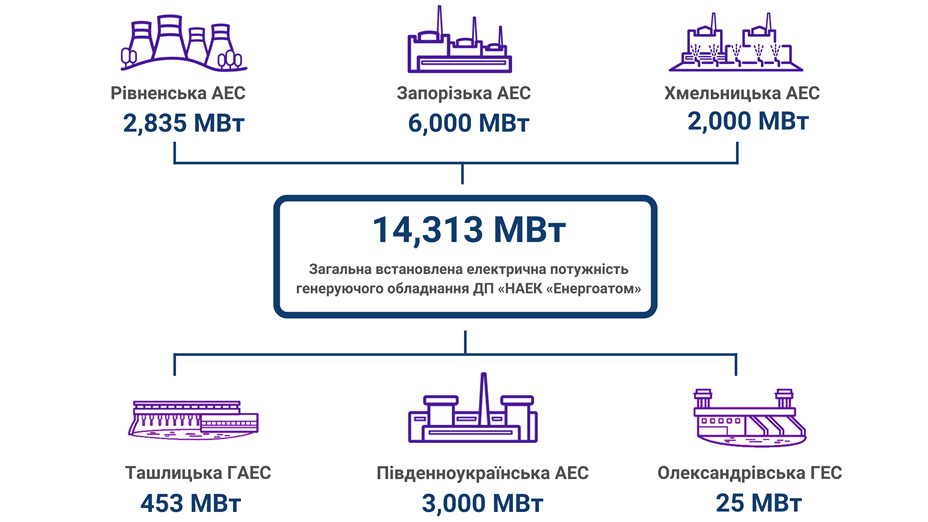
Загальна встановлена електрична потужність генеруючого обладнання «Енергоатому»

- Конструкторське бюро атомного приладобудування та спеціального обладнання.
- Автоматика та машинобудування.
- Енергоатом-Трейдинг.
- Управління справами.
- Донузлавська ВЕС (знаходиться на тимчасово окупованій території).

## АЕС України

### Запорізька АЕС
- Початок будівництва — 1979 р.

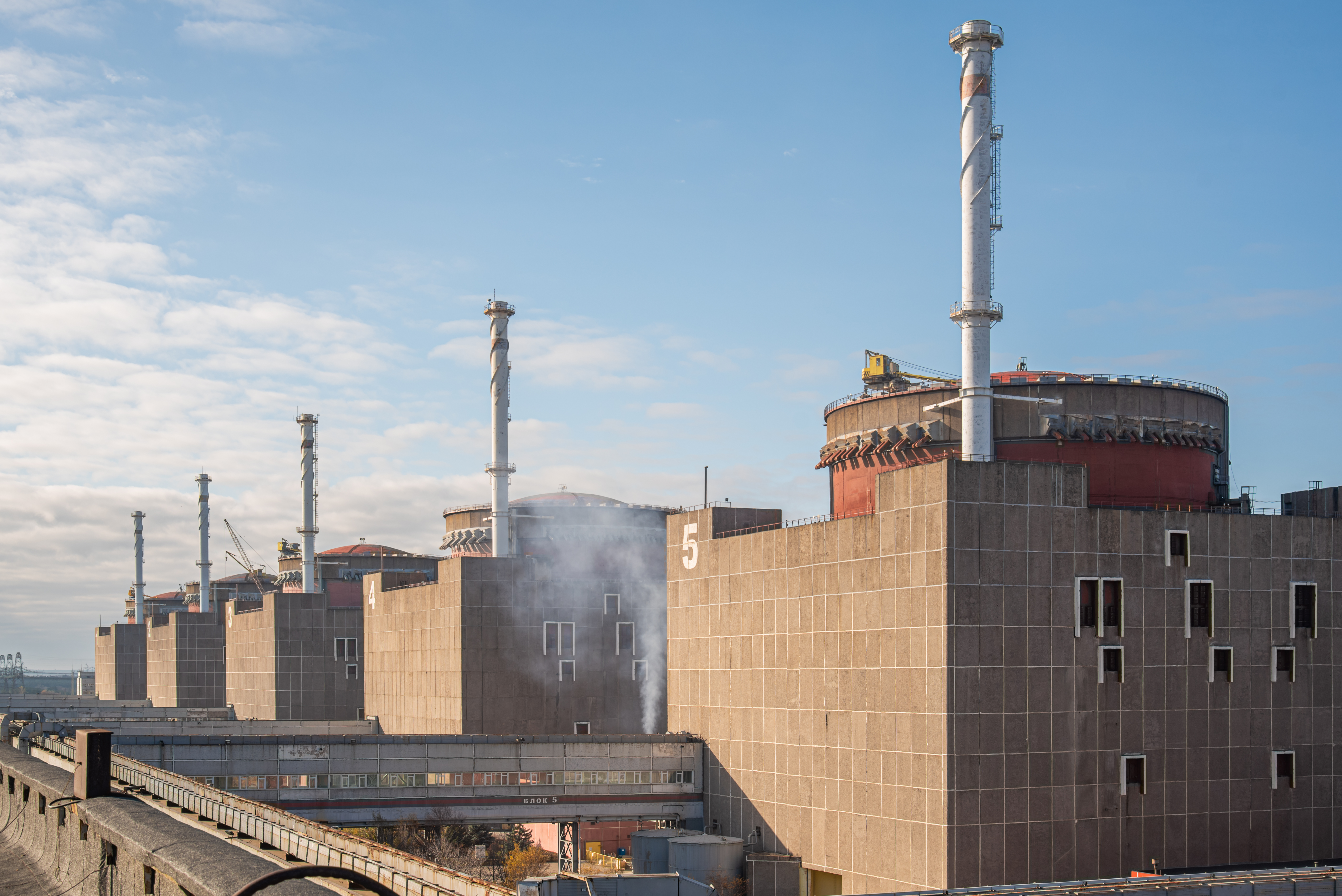
ЗАЕС

- Пуск першого енергоблоку — 1984 р.
- 6 енергоблоків ВВЕР-1000 сумарною потужністю 6000 МВт.
- Місто-супутник — Енергодар, Запорізька область.

Найбільша в Україні та Європі АЕС. Розташована біля степової зони на березі Каховського водосховища. За роки існування виробила понад 1,1 трлн кВт×год електроенергії. Має власне сухе сховище відпрацьованого ядерного палива (ССВЯП).

### Рівненська АЕС
- Початок будівництва — 1973 р.

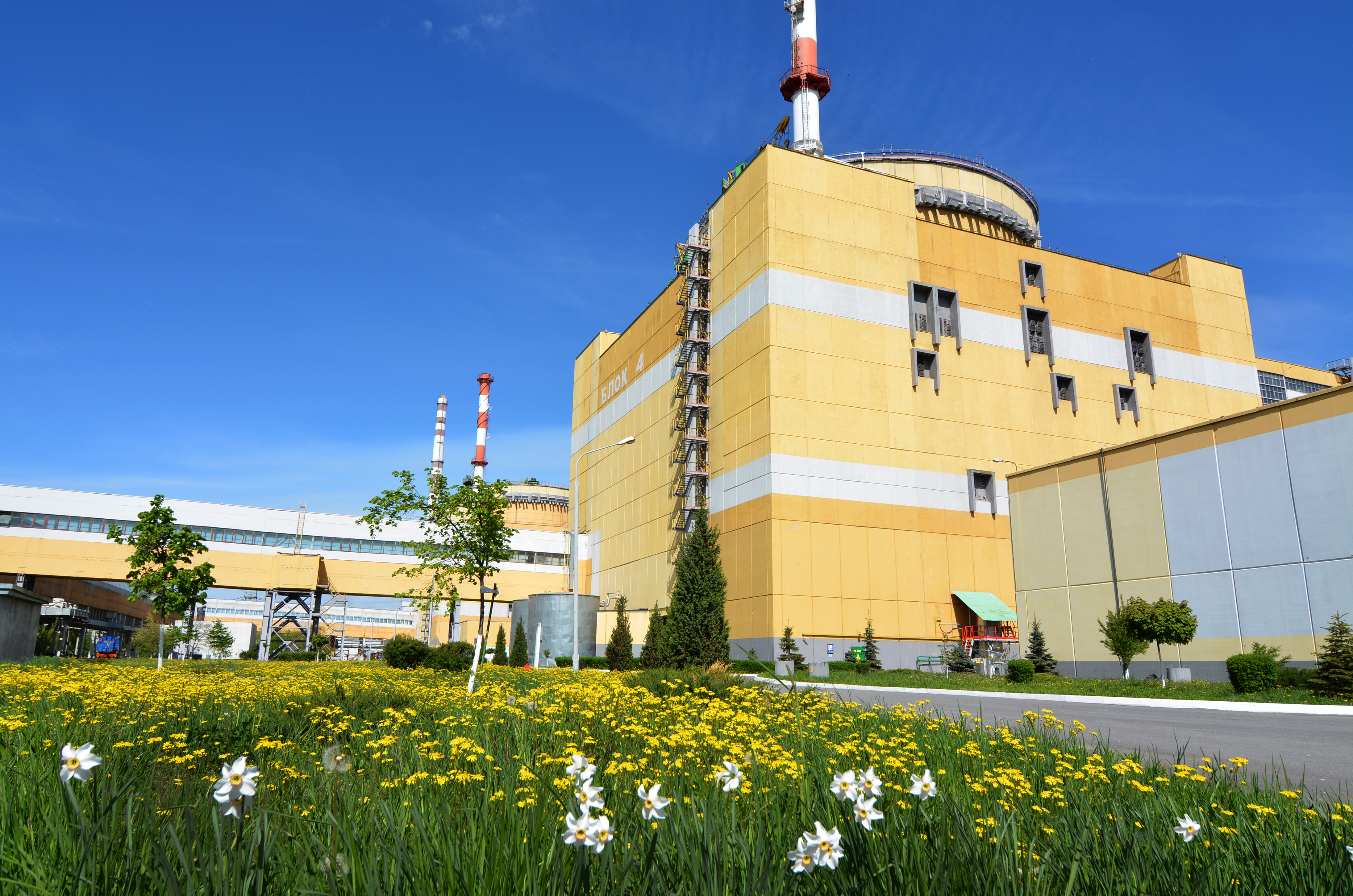
РАЕС

- Пуск першого енергоблоку — 1980 р.
- 2 енергоблоки ВВЕР-440 та 2 енергоблоки ВВЕР-1000 сумарною потужністю 2835 МВт.
- Місто-супутник — Вараш, Рівненська область.

Перша в Україні атомна електростанція з енергетичними водо-водяними реакторами типу ВВЕР. Щорічне виробництво електроенергії на станції становить близько 20 млрд кВт×год. На РАЕС діє автоматизована система контролю радіаційного стану (АСКРС), обладнана системами сейсмомоніторингу та системою підтримки прийняття рішень RODOS (Real Time Online Decision Support). За точністю параметрів і характеристик цей комплекс є унікальним в Україні та одним з найкращих у світі.

### Хмельницька АЕС
- Початок будівництва — 1981 р.

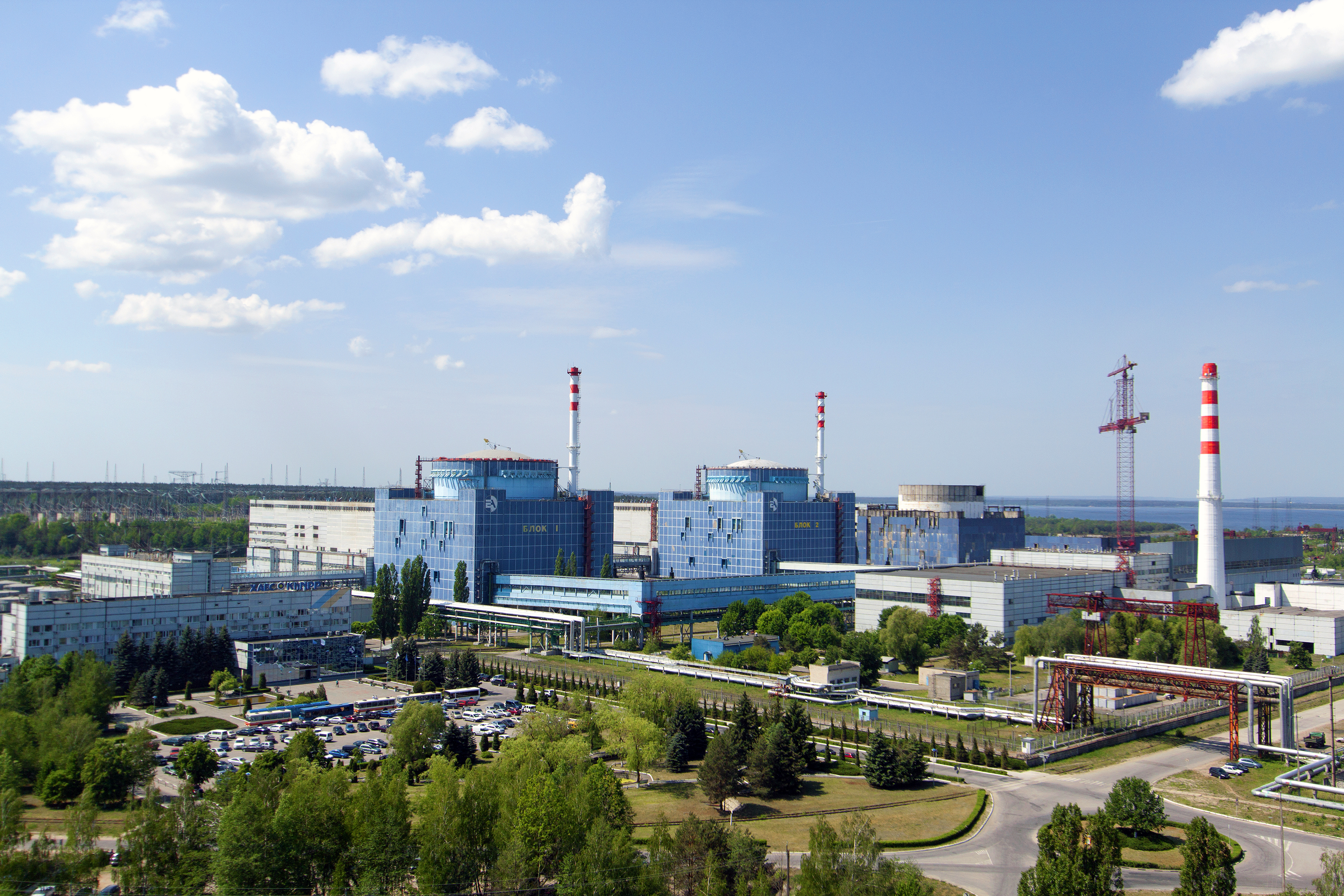
ХАЕС

- Пуск першого енергоблоку — 1987 р.
- 2 енергоблоки ВВЕР-1000 сумарною потужністю 2000 МВт.
- Місто-супутник — Нетішин, Хмельницька область.

Найперспективніша українська АЕС щодо реалізації експортного потенціалу України на європейському енергоринку. Розташована біля центральної частини Західної України на межі трьох областей — Хмельницької, Рівненської та Тернопільської. Станція щороку генерує майже 15 млрд кВт×год електроенергії.

### Південноукраїнський енергетичний комплекс

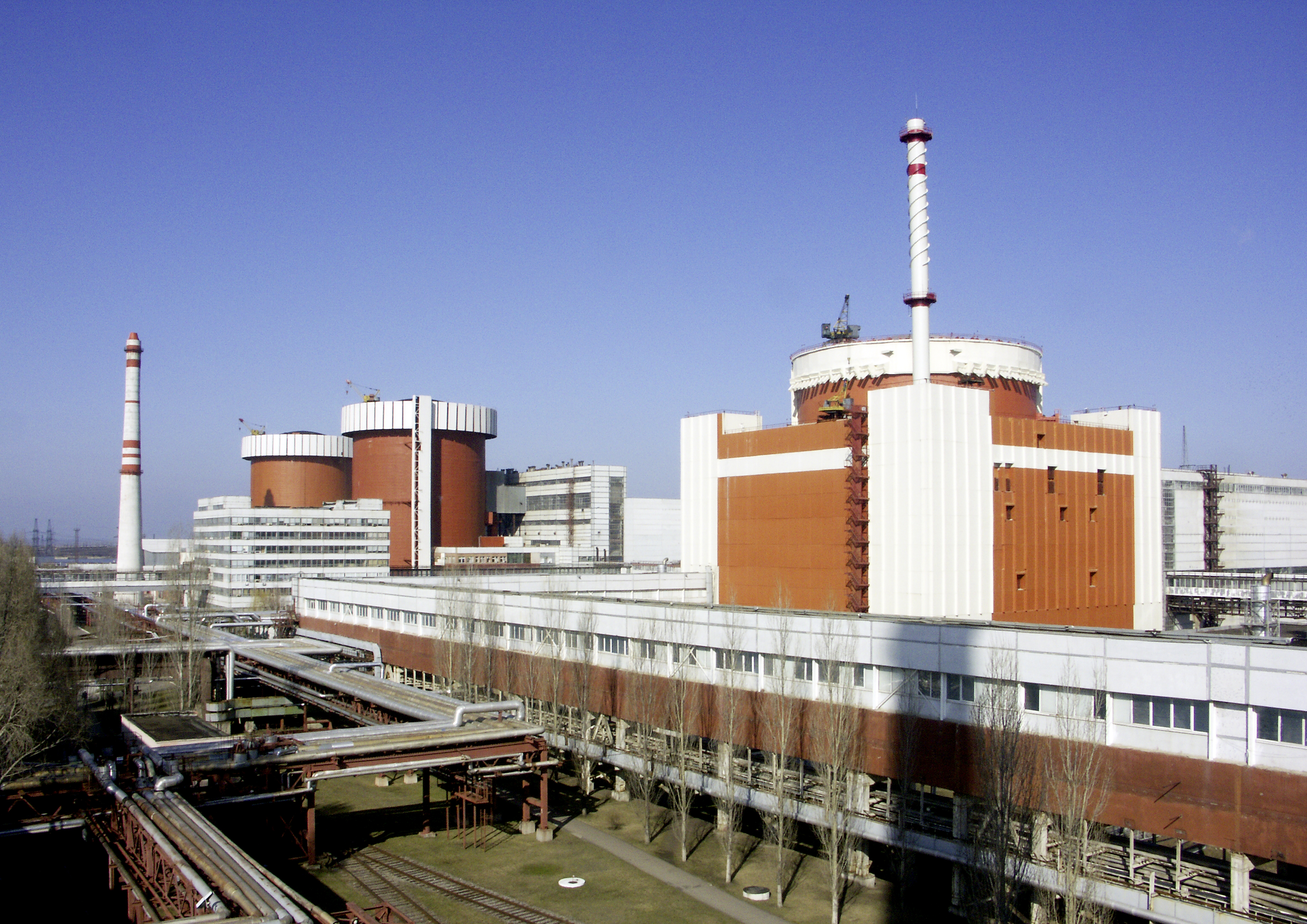
ПАЕС

#### Південноукраїнська АЕС
- Початок будівництва — 1975 р.
- Пуск першого енергоблоку — 1982 р.
- 3 енергоблоки ВВЕР-1000 сумарною потужністю 3000 МВт.
- Місто-супутник — Південноукраїнськ, Миколаївська область.

#### Олександрівська ГЕС
- 2 гідроагрегати сумарною потужністю 25 МВт.

#### Ташлицька ГАЕС
- Введено в експлуатацію 3 гідроагрегати потужністю 453 МВт.

Південноукраїнський енергетичний комплекс використовує базові ядерні, маневрені гідро- та гідроакумулюючі потужності. Розташований на півночі Миколаївської області на березі річки Південний Буг. Комплекс щорічно виробляє 17-20 млрд кВт×год електроенергії. На ПАЕС вперше в Україні було завантажено свіже ядерне паливо виробництва американської компанії Westinghouse, з чого розпочався успішний шлях України до диверсифікації постачання ядерного палива. З 2018 року енергоблок № 3, а з 2020 року — енергоблок № 2 ПАЕС працюють виключно на паливі Westinghouse.

## Безпека АЕС

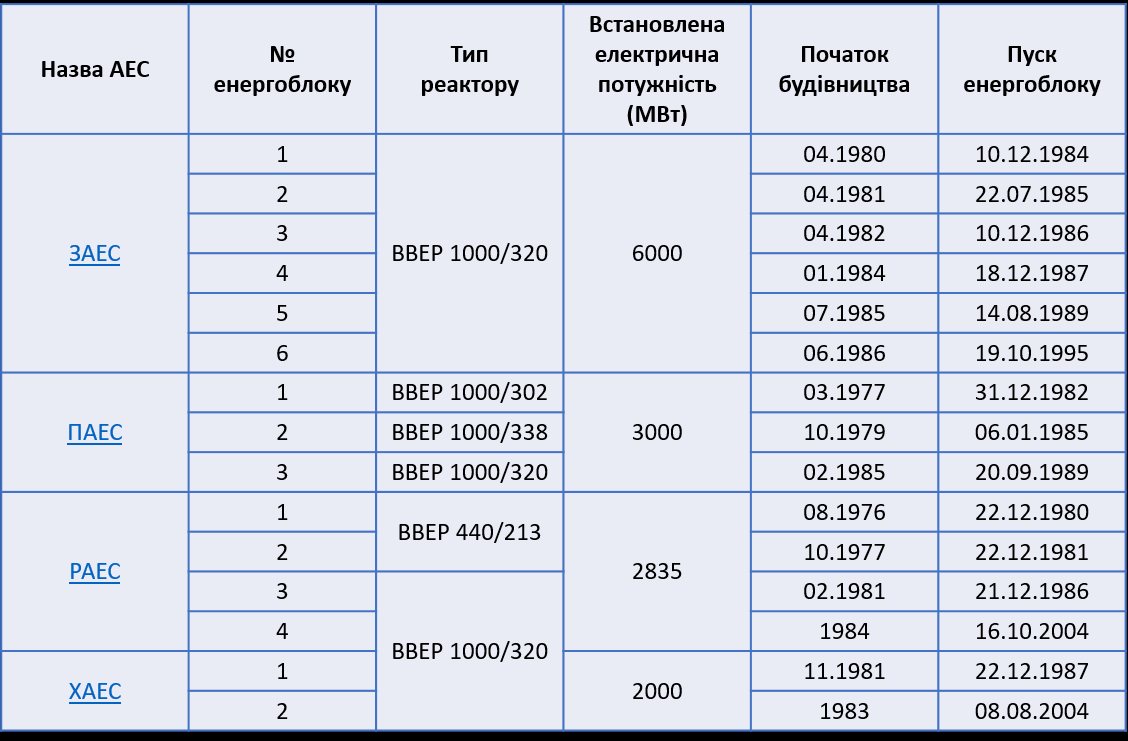
Початок будівництва та пуск енергоблоків

У політиці АТ «НАЕК „Енергоатом“» питання забезпечення безпеки є пріоритетним над економічними, технічними, науковими та іншими завданнями. Підвищення та дотримання досягнутого рівня безпеки діючих енергоблоків атомних електростанцій має найвищий пріоритет у діяльності експлуатуючої організації. На атомних електростанціях «Енергоатому» застосовуються ядерно-радіаційні технології, тому основним завданням Компанії є безумовне дотримання ядерної та радіаційної безпеки при економічно ефективній генерації та надійному забезпеченні споживачів електричною і тепловою енергією.
У зонах спостереження АЕС для постійного відстеження радіаційного впливу створено автоматизовані системи контролю радіаційного стану (АСКРС).
Безпека українських АЕС багато років контролюється міжнародними експертами: проводяться періодичні наради в МАГАТЕ щодо дотримання положень Конвенції з ядерної безпеки, у рамках співробітництва організовано моніторинг стану безпеки міжнародними експертами (місії OSART, ASSET, WANO).
Підвищення надійності та ефективності експлуатації діючих АЕС реалізується шляхом виконання Комплексної (зведеної) програми підвищення рівня безпеки енергоблоків атомних електростанцій (КзПБ, затверджена постановою КМУ від 07.12.2011 року № 1270. Постановою КМУ від 08.05.2019 року № 390 внесено зміни до постанови КМУ від 07.12.2011 року № 1270 і продовжено термін дії КзПБ до 31.12.2023. Постановою КМУ від 07.11.2018 року № 924 збільшено обсяг фінансування КзПБ. Через військову агресію Російської Федерації «Енергоатом» з власною ініціативою розроблено проєкт постанови щодо внесення зміни до постанови КМУ від 07.12.2011 року № 1270 щодо продовження терміну дії КзПБ до 31.12.2025) та Комплексної зведеної програми підвищення ефективності та надійності експлуатації енергоблоків АЕС.

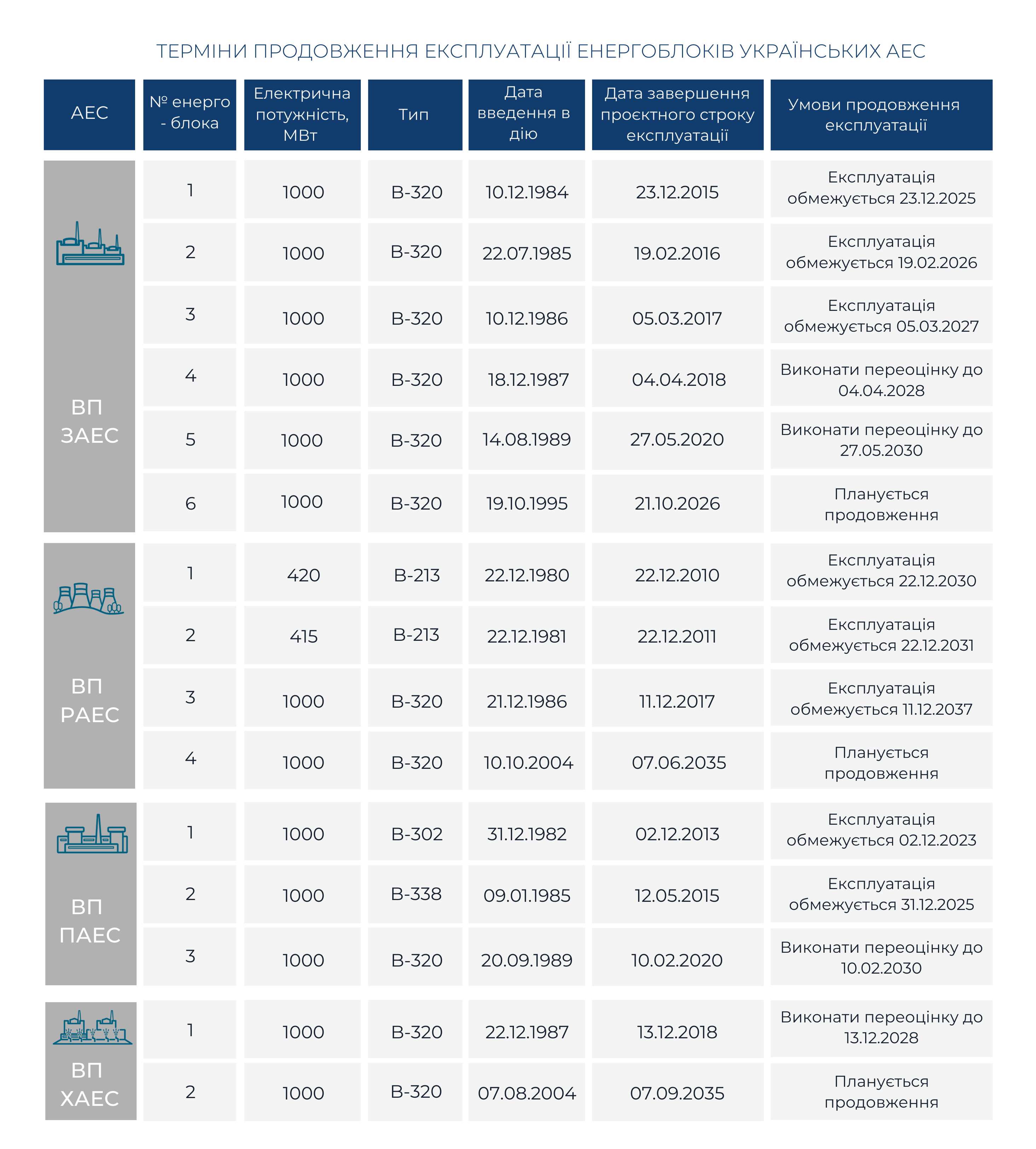
Терміни продовження експлуатації енергоблоків українських АЕС

КзПБ було розроблено із урахуванням рекомендацій спільного проєкту Єврокомісії, МАГАТЕ та України щодо підвищення безпеки і виконання постфукусімських заходів на енергоблоках АЕС з метою підвищення рівня безпеки експлуатації енергоблоків атомних електростанцій та надійності їх роботи; зменшення ризиків виникнення аварій на атомних електростанціях під час стихійного лиха або інших екстремальних ситуацій; підвищення ефективності управління проєктними і позапроєктними аваріями на атомних електростанціях, мінімізації їх наслідків. Термін реалізації програми 2011—2023 роки. Метою реалізації заходів Комплексної (зведеної) програми підвищення рівня безпеки енергоблоків АЕС є:
- виконання рекомендацій МАГАТЕ та інших міжнародних організацій щодо підвищення рівня безпеки енергоблоків українських АЕС;
- виконання вимог чинного вітчизняного ядерного законодавства та законодавства у сфері цивільного захисту щодо готовності Компанії до дій в умовах загрози та виникнення ядерних і радіаційних аварій, надзвичайних ситуацій техногенного та природного характеру.
- виконання заходів, спрямованих на попередження аварій, аналогічних аварії на АЕС Фукусіма;
- заміна обладнання важливого для безпеки на сучасне.

Програма КзПБ містить 1295 заходів, з них станом на 2022 рік виконано 1070.
«Енергоатом» також впроваджує постфукусімські заходи, спрямовані на запобігання виникненню аварій під час стихійного лиха або інших екстремальних ситуацій, мінімізацію наслідків таких аварій; підвищення ефективності управління проєктними і позапроєктними аваріями на атомних електростанціях, мінімізація їх наслідків. Загалом із 238 постфукусімських заходів станом на 2022 рік вже виконано 90 % заходів.

## Будівництво нових атомних енергоблоків в Україні
31 серпня 2021 р. у м. Вашингтоні (США) Енергоатом та Westinghouse підписали Меморандум про взаєморозуміння, який передбачає будівництво п'ятьох нових атомних енергоблоків за технологією AP1000 в Україні.
2 червня 2022 р. на майданчику Хмельницької АЕС було підписано Декларацію про початок практичної реалізації спільного проєкту «Енергоатому» і Westinghouse Electric Company з будівництва енергоблоків АР1000 на майданчику Хмельницької АЕС. Того ж дня «Енергоатом» і Westinghouse підписали Меморандум про розширення співробітництва, який передбачає збільшення кількості запланованих до будівництва енергоблоків AP1000 з п'яти до дев'яти, а також створення в Україні інжинірингового центру Westinghouse на підтримку проєктів AP1000, запланованих до реалізації в Україні та Європі, а також підтримку експлуатації діючих енергоблоків АЕС України та майбутніх робіт з їх виведення з експлуатації.
Ключові етапи реалізації пілотного проєкту:
- підготовка та укладення міжурядової угоди щодо співробітництва між Україною та США у сфері будівництва атомних енергоблоків АР1000 в Україні;
- підготовка та прийняття проєкту закону України «Про розміщення, проєктування та будівництво енергоблоків на майданчику Хмельницької АЕС»;
- отримання ліцензій на будівництво та введення в експлуатацію двох енергоблоків АР1000 на майданчику Хмельницької АЕС.

## Поводження з відпрацьованим ядерним паливом на АЕС України
Щодо всіх аспектів поводження з відпрацьованим ядерним паливом, Україна повністю виконує свої зобов'язання відповідно до вимог «Об'єднаної конвенції про безпеку поводження з відпрацьованим паливом та про безпеку поводження з радіоактивними відходами» (Об'єднана конвенція), ратифікованої Верховною Радою України 20 квітня 2000 року.
Згідно з Об'єднаною конвенцією, остаточна відповідальність за безпечне поводження з відпрацьованим ядерним паливом (ВЯП) та радіоактивними відходами повністю покладається на державу, в якій вони утворюються.
За часів Радянського Союзу здійснювалася технологічна схема, коли відпрацьоване паливо з українських атомних станцій вивозилось до тимчасових сховищ на території РФ з метою його подальшої переробки. Після розпаду СРСР російська сторона почала брати значну плату за переробку українського відпрацьованого палива. Також, як наслідок, радіоактивні відходи, які виникають при переробці, мали повертатися до України відповідно до вищезгаданої Конвенції.

### Сухе сховище відпрацьованого ядерного палива на Запорізькій АЕС
Україна отримала і позитивний досвід вирішення проблеми поводження з відпрацьованим ядерним паливом. У 1990-х роках через чергові обмеження з боку РФ у вивезенні відпрацьованого палива на переробку Запорізька АЕС стикнулася із загрозою зупинки своїх енергоблоків. Це спонукало станцію побудувати і ввести у 2001 році в експлуатацію проміжне (тимчасове) «сухе» сховище контейнерного типу за технологією Duke Engineering & Services and Sierra Nuclear Corporation для свого відпрацьованого палива, розраховане на 50 років зберігання.

### Централізоване сховище відпрацьованого ядерного палива (ЦСВЯП)

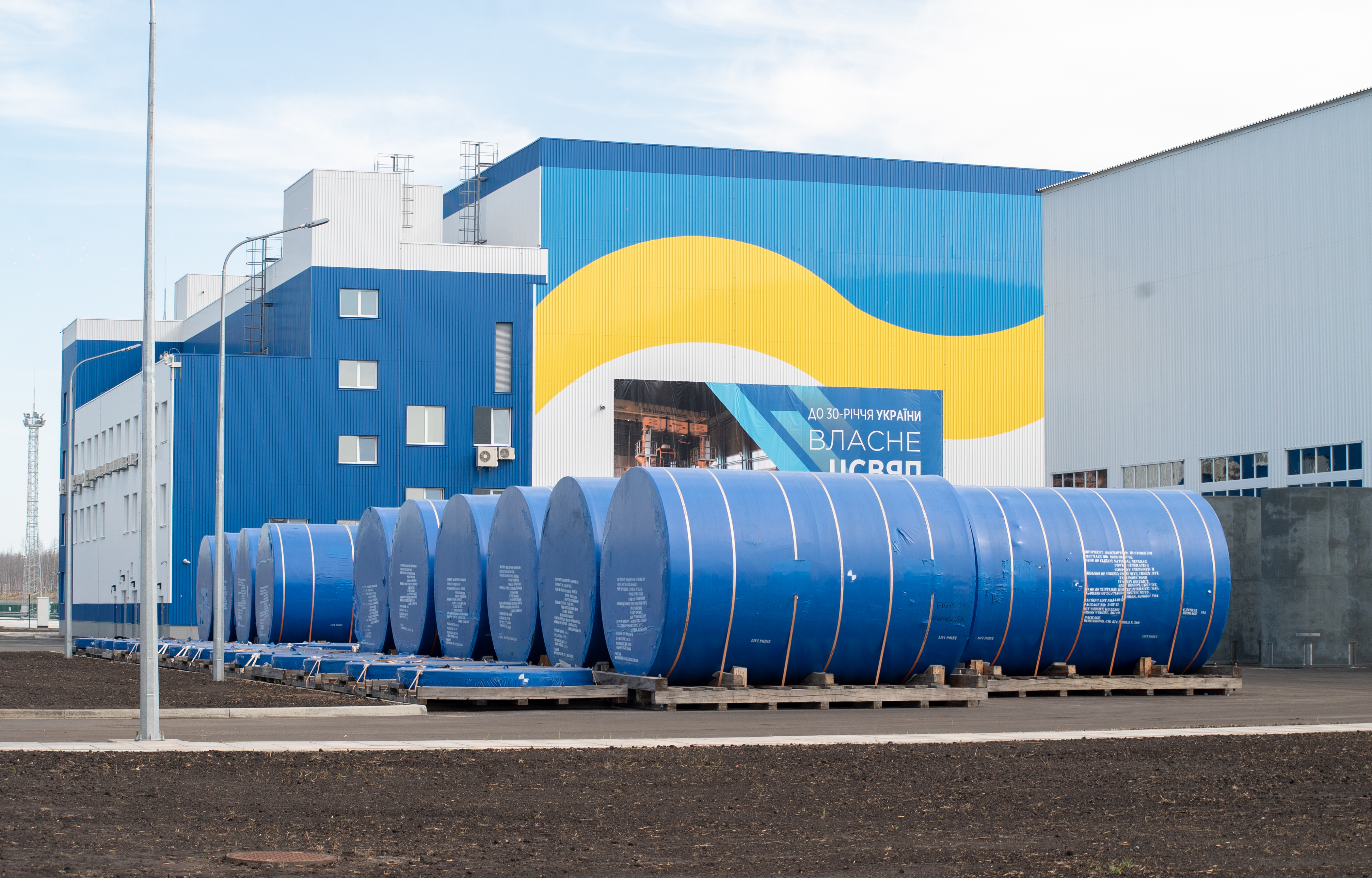
ЦСВЯП

У 2003 році Енергоатом оголосив міжнародний конкурс з відбору компанії для створення в країні централізованого сховища відпрацьованого ядерного палива (ЦСВЯП) сухого типу для палива з трьох згаданих АЕС. Його переможцем стала американська компанія Holtec International, з якою наприкінці 2005 року був укладений контракт на проєктування, ліцензування, будівництво і введення в експлуатацію сховища, розрахованого на 100 років зберігання.
Майданчик ЦСВЯП, згідно з законодавством України, розташований на території між колишніми селами Стара Красниця, Буряківка, Чистогалівка та Стечанка Київської області, в зоні відчуження території, що зазнала радіоактивного забруднення внаслідок Чорнобильської катастрофи.
Зберігання відпрацьованого ядерного палива у ЦСВЯП реалізовано за технологією «сухого» зберігання компанії Holtec International. Ця технологія має ліцензію органу регулювання ядерної та радіаційної безпеки США (US NRC), апробована в США та Іспанії, Великобританії, впроваджується у Швейцарії, Китаї та розглядається для впровадження у Швеції.
Обрана для ЦСВЯП технологія має двоцільовий характер, що забезпечує як зберігання, так і транспортування відпрацьованого палива без використання додаткового обладнання.
Система зберігання ВЯП реалізує три функції:
- безпечну та герметичну локалізацію радіоактивного матеріалу в багатоцільовому контейнері, (два конструкційні бар'єри БЦК (оболонка в оболонці), що запобігають можливому витоку радіонуклідів з відпрацьованих збірок до навколишнього середовища);
- безпечне довготривале зберігання у захисній споруді (контейнер HI-STORM), яка запобігає прямому впливу іонізуючого випромінювання, що генерується відпрацьованими збірками, на персонал та навколишнє середовище;
- захист відпрацьованих тепловиділяючих збірок від екстремальних впливів природного і техногенного походження в процесі їх зберігання у HI-STORM.

Безпека зберігання відпрацьованого забезпечуватиметься подвійним бар'єром локалізації радіоактивних речовин у спеціальному контейнері (БЦК), який, своєю чергою, на кожному з етапів поводження з відпрацьованим паливом знаходитиметься у спеціальних захисних контейнерах, що відповідатимуть усім національним вимогам забезпечення радіаційної безпеки.
25 квітня 2022 року Державна інспекція ядерного регулювання України видала окремий дозвіл на введення в експлуатацію ЦСВЯП. Видача дозволу планувалась 9 березня, але була відтермінована через російську агресію та тимчасову окупацію Чорнобильської зони відчуження.
Експлуатація ЦСВЯП дозволить Україні остаточно позбутися монопольної залежності від російських підприємств, які переробляють та зберігають відпрацьоване ядерне паливо, а також щорічно заощаджувати близько 200 млн доларів США завдяки відмові від послуг РФ.

## Інвестиційні проєкти Компанії
Інвестиційні проєкти, які реалізуються «Енергоатомом», мають на меті гарантувати безпечну та надійну роботу АЕС, продовження термінів експлуатації енергоблоків, створення умов для забезпечення енергетичної незалежності України. Основними проєктами є:
- Проведення всіх підготовчих робіт для початку будівництва енергоблоків № 5 та № 6 ХАЕС.
- Реалізація проєкту будівництва нових енергоблоків за технологією AP1000 (Westinghouse) на існуючих та перспективних майданчиках.
- Налагодження виробництва паливних касет за технологією Westinghouse в Україні.
- Початок експлуатації ЦСВЯП, прийом ВЯП з трьох українських АЕС.
- Пуск та підключення до ОЕС України гідроагрегату № 3 Ташлицької ГАЕС.
- Введення в експлуатацію бризкальних басейнів № 3, 4, 5 на ПАЕС.
- Експорт електроенергії до країн ЄС.
- Дослідження можливостей впровадження технології малих модульних реакторів (ММР) в Україні.

## Російське вторгнення в Україну (2022)
На квітень 2023 вартість майна АТ "НАЕК "Енергоатом", яке було зруйноване в результаті російської агресії, вже досягла 32 млрд гривень.

### Військові дії на АЕС України

#### Захоплення Запорізької АЕС

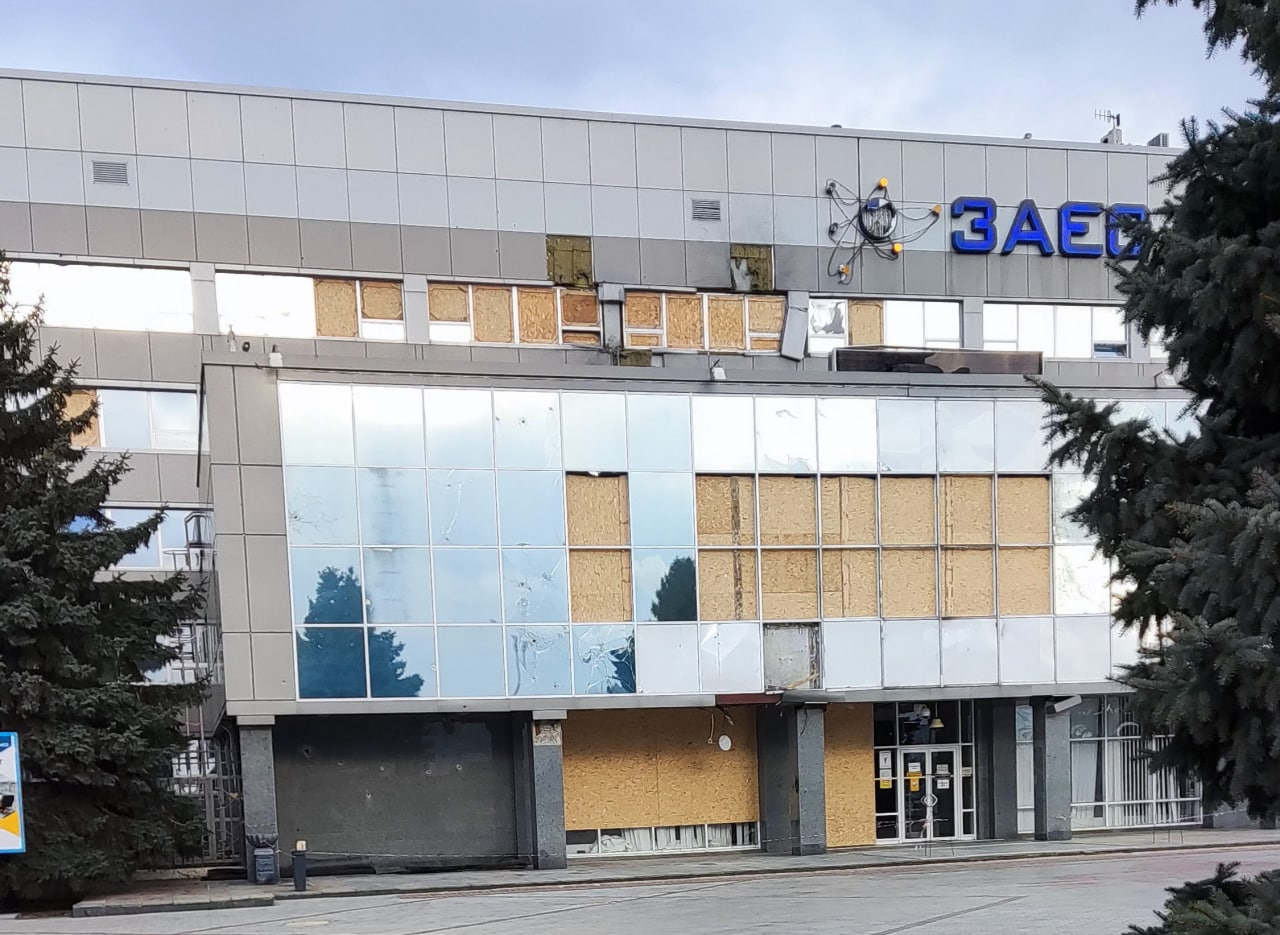
Наслідки обстрілу Запорізької АЕС російськими військовими

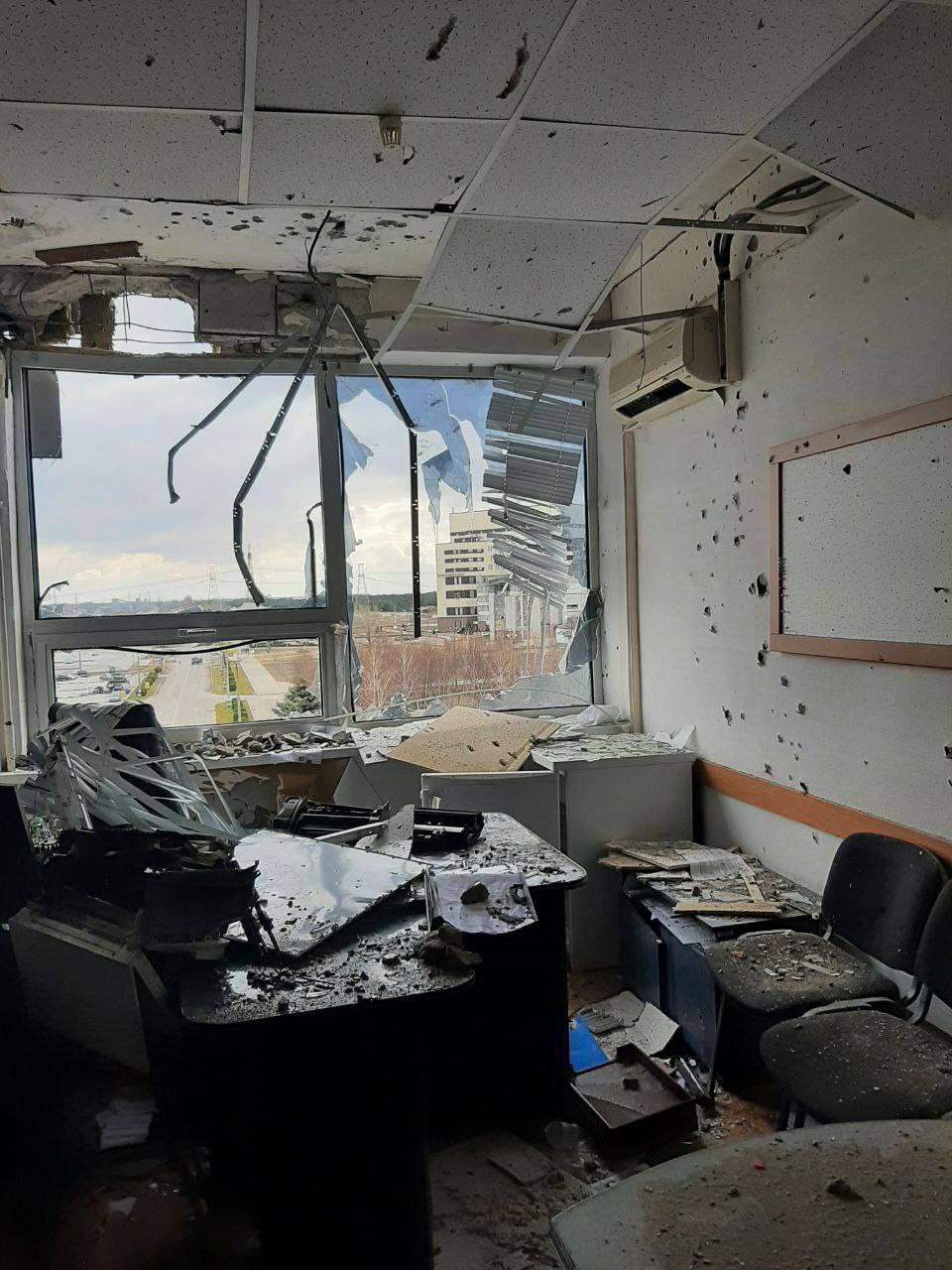
Наслідки атаки російських військових на адміністративний корпус Запорізької АЕС 1

4 березня 2022 року Запорізька АЕС опинилася в умовах тимчасової окупації.  Під час збройного захоплення станції російськими військовими через обстріли було пошкоджено один з корпусів Учбово-тренувального центру ЗАЕС, будівля реакторного відділення, блочний трансформатор, а також побутові корпуси, деякі будівлі, споруди та обладнання. Виникла безпосередня загроза життю персоналу станції, а також загроза виникнення ядерної і радіаційної небезпек та аварії. Також були пошкоджені ВЛ «Запорізька» та ВЛ «Південно-Донбаська».
Після окупації Запорізької АЕС понад 500 військових РФ та 50 одиниць військової техніки постійно перебували на майданчику станції.
Щонайменше 14 вантажівок зі зброєю, боєкомплектом та вибухівкою російські військові розташували просто у машинній залі енергоблоку № 1 ЗАЕС зовсім близько до ядерного реактора. Під'їзд пожежної техніки у випадку пожежі заблоковано
Відразу після окупації «Росатом» і «Росенергоатом» направили на майданчик ЗАЕС групу своїх працівників. Відбулося три ротації персоналу Росенергоатому. 2 червня 2022 року на Запорізьку АЕС прибула команда з 10 працівників Росенергоатому на чолі з головним інженером Калінінської АЕС
У серпні — вересні 2022 року відбувались постійні обстріли ЗАЕС військами рф. Нанесено суттєві пошкодження обладнанню, будівлям, спорудам, трубопроводам, конструкціям ЗАЕС, що зумовило виникнення ядерної та радіаційної небезпеки і високої загрози ядерної аварії внаслідок пошкодження енергоблоків, хімічних корпусів та іншого обладнання та будівель, що забезпечують роботу АЕС.
5 серпня 2022 року — зафіксовано три обстріли майданчику станції, біля одного з енергоблоків. Було влучання між навчально-тренувальним центром та ВРП 750 з пошкодженням високовольтних ліній 150 кВ ЗАЕС — ЗаТЕС, що призвело до знеструмлення РТВП 1, 2 (резервні власні потреби) та 330 кВ ЗАЕС — Запорізька ТЕС та зниження сумарної потужності ВП ЗАЕС до 1000 МВт.
Внаслідок обстрілів міста Енергодара зазнала значних пошкоджень електропідстанція «Луч»: 6 із 7 мікрорайонів міста залишились без світла. Також перестала працювати водозабірна станція — місто втратило водопостачання.
6 серпня 2022 року — російськими військами здійснено ракетні обстріли Запорізької атомної станції та міста Енергодара, влучили поруч зі станційним сухим сховищем відпрацьованого ядерного палива. Пошкоджено три датчики радіаційного моніторингу навколо майданчика ССВЯП ЗАЕС.
8 серпня 2022 року — російські військові продовжили обстріли міста. Влучали у житлові будинки.
11 серпня 2022 року — обстріляно пожежну частину, призначену для гасіння пожежі у разі надзвичайних ситуацій на станції.
13 серпня 2022 року — пошкоджень зазнав відкритий розподільчий пристрій 750 кВ (ВРП-750).
20 серпня 2022 року — внаслідок обстрілів зазнала пошкоджень одна з перехідних галерей зі спецкорпусів до енергоблоків (естакада), в будівлі вибито вікна.
25 серпня 2022 року через пожежі на золовідвалах Запорізької ТЕС, розташованої поруч із Запорізькою АЕС, двічі відключалась остання (четверта) лінія зв'язку ЗАЕС з енергосистемою України — ПЛ-750 кВ ЗАЕС — «Дніпровська». Три інших лінії зв'язку раніше були пошкоджені під час попередніх обстрілів. Внаслідок цього два працюючих енергоблоки станції відключилися від мережі. Дії російських військових спричинили повне відключення ЗАЕС від енергомережі — вперше в історії станції.

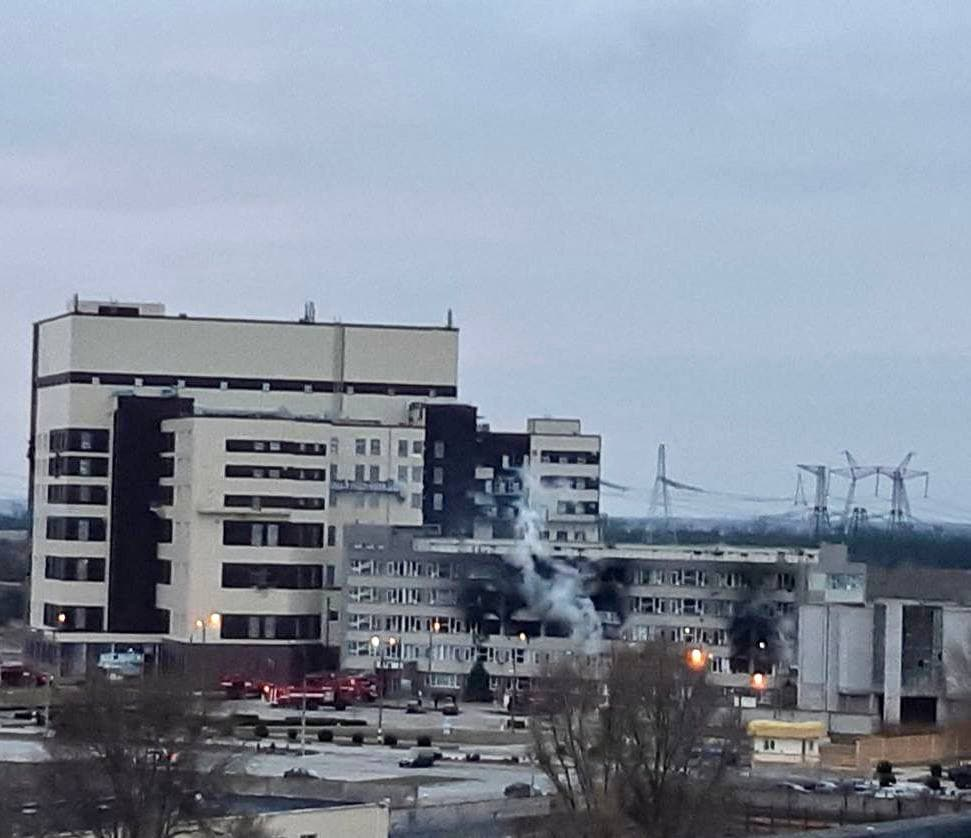
Попадання в учбово-тренувальний центр внаслідок обстрілів російськими військовими ЗАЕС 4 березня 2022

21.09.2022 о 01:13 у результаті чергового обстрілу ЗАЕС пошкоджено обладнання зв'язку енергоблоку № 6 з відкритим розподільчим пристроєм ЗАЕС. Внаслідок атаки відключились блоковий трансформатор і трансформатори власних потреб енергоблоку. Через втрату живлення відбувся аварійний запуск двох дизель-генераторів систем безпеки для забезпечення роботи насосів охолодження палива.
Безпека АЕС в умовах військових дій та окупації є новим викликом, оскільки жодна з АЕС у світі не проєктувалася із захистом від можливих бойових дій, бомбардування або обстрілу ракетами/снарядами.
Внаслідок окупації та постійних обстрілів майданчику АЕС та міста-супутника Енергодару 10 осіб зазнали важких поранень, одна особа загинула.
Також окупаційні війська здійснюють психологічний тиск та катування місцевих мешканців та працівників АЕС.
Понад 100 осіб було викрадено, їхнє місце перебування наразі невідомо. Одного працівника АЕС було вбито під час катувань.

#### Військові обстріли інших АЕС
19 вересня 2022 року було здійснено ракетний обстріл промислової зони Південноукраїнської атомної електростанції, ймовірно, ракетою «Іскандер» класу «земля — земля». Снаряд впав за 300 м від ядерних реакторів. Ударною хвилею пошкоджено будівлі АЕС, розбито понад 100 вікон. Відключилися один гідроагрегат Олександрівської ГЕС, яка входить до складу Південноукраїнського енергокомплексу, і три високовольтні лінії електропередачі.

#### Місія МАГАТЕ
18 серпня 2022 року Президент України Володимир Зеленський на зустрічі з генеральним секретарем ООН Антоніу Гутеррішем у Львові погодив параметри місії Міжнародного агентства з атомної енергії (МАГАТЕ) на окуповану Запорізьку АЕС.
1 вересня 2022 року місія МАГАТЕ відвідала ЗАЕС. Того ж дня більшість делегації залишила захоплений рф об'єкт. Шість експертів МАГАТЕ залишилися на Запорізькій АЕС.
3 вересня 2022 року Генеральний директор МАГАТЕ Рафаель Маріано Гроссі під час пресконференції поінформував світові ЗМІ про перші підсумки перебування місії МАГАТЕ на захопленій російськими військовими станції.
5 вересня 2022 року, чотири із шести представників команди інспекції МАГАТЕ завершили роботу на Запорізькій АЕС і залишили майданчик станції.
6 вересня 2022 року МАГАТЕ опублікувало звіт щодо візиту на ЗАЕС. У документі Агентство закликає задля запобігання ядерної катастрофи терміново встановити навколо станції безпечну зону, і готове розпочати консультації для створення такої зони. Місія під час візиту зафіксувала пошкодження будівель та споруд станції та зазначила, що подальші обстріли можуть пошкодити важливе обладнання та призвести до значного викиду радіоактивних речовин
7 вересня 2022 року на засіданні Ради Безпеки ООН, присвяченому ситуації на ЗАЕС, генеральний секретар ООН Антоніу Гутерреш заявив: «Будь-яка шкода, завдана ядерному об'єкту, може призвести до катастрофи для регіону та за його межами. Будь-які дії, які можуть поставити під загрозу фізичну цілісність, безпеку чи захист атомної станції, є неприйнятними».
15 вересня 2022 року Рада керуючих МАГАТЕ, що складається з представників 35 держав-членів ООН, ухвалила резолюцію з вимогою до Росії припинити окупацію Запорізької АЕС.

### Наглядова рада Енергоатому
22 червня 2024 року Уряд обрав наглядову раду Енергоатому. Вона складається з 5 осіб, троє з яких - незалежні, двоє — представники держави. Серед обраних членів: Тімоті Джон Соун, Майкл Елліот Кріст, Ярек Неверович, Віталій Петрук, Тимофій Милованов.
17 січня 2025 року новопризначена Наглядова рада АТ «НАЕК "Енергоатом"» обрала голову та заступника ради, сформувала комітети й затвердила План роботи на 2025 рік. Посаду голови Наглядової ради «Енергоатому» зайняв Ярек Неверович, колишній міністр енергетики Литви. Заступником голови обрано Майкла Кірста, фахівця з ядерної енергетики з понад 30-річним досвідом роботи.